# Vignec
Vignec är en kommun i departementet Hautes-Pyrénées i regionen Occitanien i sydvästra Frankrike. Kommunen ligger i kantonen Vielle-Aure som tillhör arrondissementet Bagnères-de-Bigorre. År 2022 hade Vignec 201 invånare.

## Befolkningsutveckling
Antalet invånare i kommunen Vignec
| Referens: INSEE |